# New Britain (Connecticut)
New Britain – miasto w Stanach Zjednoczonych, w stanie Connecticut, w zespole miejskim Hartford-New Britain-Bristol.

## Historia
Tereny New Britain zostały zasiedlone w roku 1687. Od roku 1754 używano nazwy New Britain Society. Od początku XX wieku miasto było nazywane „światową stolicą narzędzi” (Hardware Capital of the World), później zaś „miastem narzędzi” (Hardware City), gdyż znajdowały się tutaj siedziby firm z branży metalowej: Stanley Works i Corbin Locks.
Od 1849 r. w mieście działa uniwersytet.
W 1901 r. w mieście zostało założone muzeum sztuki amerykańskiej.

## Gospodarka
W mieście rozwinął się przemysł metalowy, maszynowy oraz elektrotechniczny.

## Demografia
Według danych z 2021 roku, 18,6% mieszkańców było urodzonymi poza granicami Stanów Zjednoczonych, a struktura rasowa miasta wyglądała następująco: Latynosi – 42,7%, biali nielatynoscy – 38,1%, czarni lub Afroamerykanie – 14,2%, rasy mieszanej – 11,7% i Azjaci – 2,7%. 
Miasto ma najwyższy odsetek (8,4%) osób urodzonych w Polsce, wśród amerykańskich miejscowości liczących ponad 50 tys. mieszkańców.  

## Edukacja
- Centralny Uniwersytet Stanu Connecticut

## Religia
- Parafia Najświętszego Serca Pana Jezusa
- Parafia Świętego Krzyża

## Polonia w New Britain
New Britain jest największym skupiskiem Polonii w stanie Connecticut: około 15 tysięcy osób. Skupia się ona w okolicach Broad Street, gdzie położonych jest wiele sklepów, punktów usługowych i klubów i dyskotek prowadzonych przez Polaków.  W polskich sklepach na Broad Street można nabyć wiele polskich produktów (spożywczych, kosmetycznych, a także prasę). W pobliskich kościołach katolickich odprawiane są msze w języku polskim, zaś w liceum możliwa jest nauka polskiego (niektóre przedmioty wykładane są też w tym języku).
Z powodu znacznej populacji Polaków zamieszkujących New Britain miasto nazywane jest niekiedy „New Britski”, lub „Niu Britkowo”. W latach 30. XX wieku Polacy stanowili około jednej czwartej mieszkańców; w 2010 polskie pochodzenie deklarowało 17,1% mieszkańców. Honorową obywatelką tego miasta zostali burmistrz Pułtuska Zbigniew Rutkowski i piosenkarka Violetta Villas.
22 września 2019 roku New Britain odwiedził prezydent Andrzej Duda.

## Miasta partnerskie
- Pułtusk (Polska)
- Atsugi (Japonia)
- Rastatt (Niemcy)
- Janitsa (Grecja)
- Solarino (Włochy)